# Flèche brabançonne 2021
La Flèche brabançonne 2021 est la 61e édition de cette course cycliste masculine sur route. Elle a eu lieu le 14 avril 2021 dans les provinces du Brabant flamand et du Brabant wallon, en Belgique, et fait partie du calendrier UCI ProSeries 2021 en catégorie 1.Pro. 

## Parcours
Le départ est donné à Louvain et l'arrivée est jugée à Overijse après 202,2 km de course. Louvain et Overijse accueillent le départ et l'arrivée de la Flèche brabançonne respectivement depuis 2008 et 2010. Comme l'édition précédente, le départ habituellement donné sur la Grand-Place (Grote Markt) de Louvain a une nouvelle fois été déplacé à la Ladeuzeplein en raison de la pandémie de coronavirus. Le parcours comporte un total de 22 côtes et se termine par trois tours d'un circuit local de 21,9 km autour d’Overijse comportant les deux tronçons en côte et pavés de la Hertstraat (0,3 km à 6,5%) et de la Moskestraat (0,5 km à 7,1%) ainsi que les trois côtes du Hagaard (900 m à 5,4%), du Holstheide (800 m à 5,6%) ainsi que celle d’arrivée, la S-Bocht (1,5 km à 3,6%).
Cette course qui a lieu sans public emprunte une partie du tracé des prochains championnats du monde de cyclisme sur route qui auront lieu en septembre 2021.

## Équipes
Vingt-trois équipes participent à cette Flèche brabançonne - dix-sept World Teams et six équipes continentales professionnelles.
| WorldTeams (17)- AG2R Citroën Team - Bora-Hansgrohe - Bahrain Victorious - Cofidis - Deceuninck-Quick Step - EF Education-Nippo - Groupama-FDJ - Ineos Grenadiers - Intermarché-Wanty-Gobert Matériaux - Israel Start-Up Nation - Lotto Soudal - Team BikeExchange - Team DSM - Jumbo-Visma - Qhubeka Assos - Trek-Segafredo - UAE Team Emirates ProTeams (6)- Alpecin-Fenix - B&B Hotels p/b KTM - Bingoal Pauwels Sauces WB - Sport Vlaanderen-Baloise - Total Direct Énergie - Uno-X Pro Cycling Team |
| |

## Favoris
À la suite du report de Paris-Roubaix en automne, Wout van Aert (Jumbo-Vista) est au départ de la course et figure parmi les grands favoris. Les deux autres grands favoris sont Greg Van Avermaet (AG2R Citroën) et Michael Matthews (BikeExchange). Sont aussi régulièrement cités pour la victoire : Jasper Stuyven (Trek-Segafredo), Matteo Trentin et Diego Ulissi (UAE), Anthony Turgis (Total Direct Énergie), Christophe Laporte (Cofidis), Tom Pidcock (Ineos Grenadiers), Bryan Coquard (B&B Hotels), Mikkel Honoré (Deceuninck-Quick Step), Magnus Cort Nielsen (EF Pro Cycling), Sep Vanmarcke (Israel Start-Up Nation) et Valentin Madouas (Groupama-FDJ). 
Le vainqueur de l'édition précédente Julian Alaphilippe  ainsi que Mathieu van der Poel qui avait terminé deuxième en 2020 et vainqueur en 2019 ne sont pas au départ de cette édition.

## Récit de la course
La course prend une orientation définitive à 38 km de l'arrivée quand une importante chute dans le peloton contraint plusieurs coureurs à l'abandon alors qu'à l'avant de celui-ci, le Britannique Tom Pidcock (Ineos Grenadiers) accélère suivi par l'Italien Matteo Trentin (UAE) et le Belge Wout van Aert (Jumbo-Visma). Ces trois hommes reviennent assez rapidement sur les deux groupes qui étaient partis à l'attaque plus tôt dans la course. Un nouveau groupe constitué de 16 coureurs se forme dès lors en tête de course à 33 kilomètres du but. Sous l'impulsion de Wout van Aert, ce groupe perd rapidement quelques unités. Mais, à 28 kilomètres de l'arrivée, Matteo Trentin lâche ses compagnons d'échappée et se lance dans un raid en solitaire. Son avance ne dépasse jamais les 25 secondes et il est finalement repris à 14 kilomètres du terme par van Aert et Pidcock qui s'étaient extraits du groupe de chasse deux kilomètres auparavant. Le trio reste en tête de la course jusqu'à l'arrivée. van Aert lance le sprint mais il est remonté aux 50 mètres par Tom Pidcock qui s'impose facilement.

## Classements

### Classement final
| \| Classement général \| Classement général \| Classement général \| Classement général \| Classement général \| \| Coureur \| Coureur \| Pays \| Équipe \| Temps \| \| ------------------ \| ------------------ \| ------------------ \| ------------------ \| ------------------ \| \| 1er \| Tom Pidcock \| Royaume-Uni \| Ineos Grenadiers \| 4 h 36 min 27 s \| \| 2e \| Wout van Aert \| Belgique \| Jumbo-Visma \| + 0 s \| \| 3e \| Matteo Trentin \| Italie \| UAE Team Emirates \| + 2 s \| \| 4e \| Ide Schelling \| Pays-Bas \| Bora-Hansgrohe \| + 7 s \| \| 5e \| Toms Skujiņš \| Lettonie \| Trek-Segafredo \| + 7 s \| \| 6e \| Robert Stannard \| Australie \| BikeExchange \| + 7 s \| \| 7e \| Dylan Teuns \| Belgique \| Bahrain Victorious \| + 7 s \| \| 8e \| Benoît Cosnefroy \| France \| AG2R Citroën Team \| + 7 s \| \| 9e \| Oscar Riesebeek \| Pays-Bas \| Alpecin-Fenix \| + 7 s \| \| 10e \| Andreas Leknessund \| Norvège \| Team DSM \| + 12 s \| |                    |             |                    |                 |
| |                    |             |                    |                 |
| Source : ProCyclingStats |                    |             |                    |                 |
| Classement général |                    |             |                    |                 |
| Coureur | Coureur            | Pays        | Équipe             | Temps           |
| 1er | Tom Pidcock        | Royaume-Uni | Ineos Grenadiers   | 4 h 36 min 27 s |
| 2e | Wout van Aert      | Belgique    | Jumbo-Visma        | + 0 s           |
| 3e | Matteo Trentin     | Italie      | UAE Team Emirates  | + 2 s           |
| 4e | Ide Schelling      | Pays-Bas    | Bora-Hansgrohe     | + 7 s           |
| 5e | Toms Skujiņš       | Lettonie    | Trek-Segafredo     | + 7 s           |
| 6e | Robert Stannard    | Australie   | BikeExchange       | + 7 s           |
| 7e | Dylan Teuns        | Belgique    | Bahrain Victorious | + 7 s           |
| 8e | Benoît Cosnefroy   | France      | AG2R Citroën Team  | + 7 s           |
| 9e | Oscar Riesebeek    | Pays-Bas    | Alpecin-Fenix      | + 7 s           |
| 10e | Andreas Leknessund | Norvège     | Team DSM           | + 12 s          |

### Classement UCI
La course attribue des points au Classement mondial UCI 2021 selon le barème suivant.
| Position           | 1er | 2e  | 3e  | 4e  | 5e | 6e | 7e | 8e | 9e | 10e | 11e | 12e | 13e | 14e | 15e | 16e à 30e | 31e à 40e |
| Classement général | 200 | 150 | 125 | 100 | 85 | 70 | 60 | 50 | 40 | 35  | 30  | 25  | 20  | 15  | 10  | 5         | 3         |

## Liste des participants
| Légende | Légende                                                                    | Légende | Légende                                                    |
| ------- | -------------------------------------------------------------------------- | ------- | ---------------------------------------------------------- |
| Num     | Dossard de départ porté par le coureur sur cette Flèche brabançonne        | Pos     | Position à l'arrivée de la course                          |
|         | Indique un maillot de champion national ou mondial, suivi de sa spécialité | NP      | Indique un coureur qui n'a pas pris le départ de la course |
| AB      | Indique un coureur qui n'a pas terminé la course                           | HD      | Indique un coureur qui a terminé la course hors des délais |